# Tees Valley
Tees Valley – region geograficzny w północno-wschodniej Anglii, obejmujący dolinę rzeki Tees, w pobliżu jej ujścia do Morza Północnego. Obszar regionu pokrywa się z granicami dystryktów Hartlepool, Middlesbrough, Redcar and Cleveland, Stockton-on-Tees oraz Darlington i stanowi niejako przedłużenie aglomeracji Teesside.
Ceremonialnie obszary położone na północ od rzeki Tees należą do hrabstwa Durham, a na południe – do North Yorkshire.